# Київський завод художнього скла
Ки́ївський заво́д худо́жнього скла — колишнє підприємство скляної промисловості України, найбільше в Україні, що випускало товари із кольорового скла та свинцевого кришталю. Працювало в Києві у період з 1882 по 1997 рік. Виробничі потужності розміщувалися на території сучасного проспекту Валерія Лобановського, № 119.

## Історія
Підприємство засноване у 1882 році під назвою Деміївський скляний завод. Спочатку на ньому працювало 83 чоловіка. 1912 року на заводі відбувся страйк. З 1917 року підприємство мало назву Південно-Російський скляний завод. У 1925 році на ньому відбулася реконструкція і завод отримав назву Київська державна гута.
1928 року на заводі відбулася докорінна реконструкція і він отримав назву Київський державний склозавод «Червона гута». У 1934 році завод реорганізовано в Склотермосний завод. Станом на 1940 рік на заводі працювало 850 робітників. Під час німецько-радянської війни завод був евакуйований до Ашгабата.
25 червня 1960 року завод перейменовано на Київський завод художнього скла. Протягом 1971—1975 років проведено чергову реконструкцію. У 1976—1980 роках освоєно нові потужності, у тому числі встановлено нову імпортну механізовану лінію «Інтергласс».
Станом на 1991 рік на заводі працювало 2 500 чоловік. 2 серпня 1994 року він змінив форму власності на Відкрите акціонерне товариство. У структурі заводу працювали два цехи сортового посуду, транспортний, механічний, складальний, охорони довкілля, столярний, тари та пакування, електроцех, котельня; лабораторії: хімічна, контрольно-вимірювальних приладів, алмазного інструменту. У соціальній сфері заводу належали: санаторій-профілакторій, дві бази відпочинку, дитсадок, три гуртожитки.
Завод брав участь у реставрації Маріїнського палацу, оформленні Київського театру опери і балету, Київського фунікулера, київських станцій метрополітену.
Станом на 1997 рік на підприємстві працювало 500 робітників. Того ж року воно припинило свою діяльність у зв'язку з банкрутством. Як підприємство, знято з реєстрації 6 жовтня 2004 року. Нині одну із його будівець займає бізнесцентр «Кришталь».

## Продукція
Спочатку на заводі видували пляшки для квасу. В перші пореволюційні роки завод випускав посуд суто побутового призначення. З 1930 року на ньому почали виготовляти термоси, пізніше паралельно з термосами випускалися вироби з кольорового та безколірного скла: склянки, келишки, графини.
У повоєнній п'ятій п'ятиріці (1951—1955) на заводі освоєно виробництво кришталю. Тоді ж, в 1950-х роках, художники заводу звернулися до традицій гутного скла. На той час 97 % продукції заводу складали вироби з кришталю, кольорового та безколірного скла, решта виробів — термоси.
В асортименті заводу було понад 200 найменувань: чарки, склянки, фужери, графини, вази для квітів, фруктів, цукерок і печива, салатниці, таці, набори для вина, квасу та води, сувеніри, скульптури, подарункові вироби, туалетні набори, попільниці тощо. Головними способами виготовлення продукції були прес із доопрацюванням та гута (вільне видування скла без використання форми).
Обробляючи поверхню кришталевих виробів, застосовували техніку «алмазної грані». Серійну продукцію декорували матовим гравіруванням, пресовані вироби шліфували і доробляли вручну. Широко застосовували кольорову «крихту», декорування гарячим склом. Віртуози-майстри І. Глуздовський, В. Погребний, В. Філіппов вручну ліпили скульптури з кольорової або безколірної кришталевої гарячої маси. Основною тематикою були сюжети з європейських та східного гороскопів, фольклору, анімалістики.
Кращі вироби експонувалися на республіканських, всесоюзних, міжнародних художніх і промислових виставках та ярмарках. Підприємство експортувало продукцію до Угорщини, Болгарії, Польщі, Японії, Італії, Канади, Франції, Швеції.
Колекція виробів заводу зберігається у Національному музеї історії України у Києві.

## Працівники
Головними художниками на заводі працювали художники — Павло Аверков, В'ячеслав Дудін, Іван Зарицький; художниками — Іван Аполлонов, Альберт Балабін, Володимир Геншке, Світлана Голембовська, Олег Гущин, Володимир Затинайко, Ася Зельдич, Станіслав Кадочников, Лідія Митяєва, Сусанна Сміян.

## Відзнаки
- У 1958 році вироби заводу відзначені бронзовою медаллю на Міжнародній виставці в Брюсселі;
- У 1967 році підприємство відзначене Пам'ятним прапором ЦК КПРС, Президії Верховної Ради СРСР, Ради Міністрів СРСР і ВЦРПС за перемогу в соціалістичному змагання і на ознаменування 50-річчя Жовтневої революції. На фасаді головного корпусу заводу був встановлений пам'ятний знак про цю відзнаку;
- У 1982 році нагороджений орденом Трудового Червоного Прапора.